# Pseudosetipinna haizhouensis
Pseudosetipinna haizhouensis is een straalvinnige vissensoort uit de familie van ansjovissen (Engraulidae). De wetenschappelijke naam van de soort is voor het eerst geldig gepubliceerd in 1988 door Peng & Zhao.